# Vingtième circonscription de la préfecture de Kanagawa
La vingtième circonscription de la préfecture de Kanagawa (神奈川県第20区, Kanagawa-ken dai-nijū-ku) est l'une des vingt circonscriptions législatives que compte la préfecture de Kanagawa au Japon.

## Description géographique
La vingtième circonscription de la préfecture de Kanagawa regroupe la ville de Zama et l'arrondissement de Minami de la ville de Sagamihara,.

## Députés
| Législature | Début de mandat | Fin de mandat | Député élu         | Parti politique | Parti politique |
| ----------- | --------------- | ------------- | ------------------ | --------------- | --------------- |
| 50e         | 2024            | -             | Sayuri Ōtsuka (ja) |                 | PDC             |

## Résultats électoraux
| Parti | Parti                           | Candidat           | Vote   | Vote |
| Parti | Parti                           | Candidat           | Voix   | %    |
| ----- | ------------------------------- | ------------------ | ------ | ---- |
|       | Parti démocrate constitutionnel | Sayuri Ōtsuka (ja) | 83 282 | 46,8 |
|       | Parti libéral-démocrate         | Akira Amari        | 63 217 | 35,5 |
|       | Parti japonais de l'innovation  | Yōichi Kaneko (ja) | 31 550 | 17,7 |